# Torres de Albanchez
Torres de Albanchez es una localidad y municipio español de la provincia de Jaén, en la comunidad autónoma de Andalucía, situado en la comarca de la Sierra de Segura, en el extremo nordeste de la provincia. Tiene una extensión superficial de 57,89 km². Tiene una población de 741 habitantes (INE 2024).
El municipio incluye el enclave del Cuarto del Madroño, que comparte junto al municipio de Benatae y que constituye el punto más septentrional de la provincia de Jaén, en el límite con las provincias de Ciudad Real y Albacete.

## Símbolos
Escudo
La descripción del escudo municipal es la siguiente:

En el campo de oro, una cruz de Santiago, de gules, acompañada a diestra y siniestra, por una torre, de plata, almenada y esclarecida. Contorno hispano-francés y timbre de corona de infante.

La cruz de la Orden de Santiago es un elemento muy habitual en la heráldica municipal de la comarca, pues buena parte de ella perteneció a dicha Orden de caballería, incluida Torres de Albanchez, que es conquistada a los musulmanes el 1 de mayo de 1235, haciéndose donación por parte de Fernando III del lugar y su castillo a la Orden, Encomienda de Segura de la Sierra. En cuanto a las dos torres, hacen referencia al propio topónimo de la localidad y al hecho de que existieron dos castillos. Uno, llamado de la Yedra, es el más antiguo y corona el cerro en cuya ladera meridional se asienta el actual núcleo de población. En torno al mismo se han documentado restos y estructuras de un poblado que se remontan al Calcolítico o Edad del Cobre (III milenio a. C.). Con intermitencias, este poblado y su castillo se mantendrán hasta época islámica y es la plaza que conquistan los cristianos en 1235. Pasado un tiempo (s. XIV), la Orden de Santiago decide trasladar la población a una cota más baja, buscando un lugar de acceso más cómodo. Se construye una poderosa torre rodeada de muralla a mitad de ladera que dará origen a un nuevo núcleo de población (Torres de Albanchez), abandonándose el de la cima del cerro.
Estas armas debieron de adoptarse por el Ayuntamiento en una fecha tardía, quizás ya en el siglo XX, pues en la colección sigilográfica del Archivo Histórico Nacional figura un sello heráldico municipal del año 1876 en el que se utiliza el escudo simplificado de la monarquía.

## Geografía

### Situación
Torres del Albanchez se sitúa en el nordeste de la provincia de Jaén y en la zona norte de la comarca de la Sierra de Segura. Dista 148 km de Jaén, 121 km de Albacete y 94 km de Úbeda, centros urbanos de referencia con los que mantiene una cierta dependencia administrativa, comercial y de servicios. Pertenece al partido judicial de Villacarrillo. Buena parte de su término municipal se incluye dentro de los límites del parque natural de Cazorla, Segura y las Villas. El núcleo de población se halla a 860 metros sobre el nivel del mar en la ladera meridional del cerro «Castillo de Torres».
Su término municipal queda representado en dos hojas del MTN50: 840 (cuarto o enclave del Madroño) y 865 (enclave principal y núcleo urbano). Sus coordenadas son: 38°25′N 2°40′O / 38.417, -2.667. Limita con los siguientes municipios:
| Noroeste: Génave             | Norte: Villarrodrigo | Noreste: Villarrodrigo   |
| Oeste: Génave                |                      | Este: Siles              |
| Suroeste La Puerta de Segura | Sur: Benatae         | Sureste: Benatae y Siles |

### Orografía
Su término municipal se encuentra dentro del parque natural de la Sierra de Cazorla, Segura y Las Villas.
Torres de Albanchez posee un enclave, denominado Cuarto del Madroño, ubicado entre Villarrodrigo y los límites provinciales de Ciudad Real y Albacete. La flora típica más abundante en Torres del Albanchez es de carácter agrícola, asimismo presenta una zona de dedicación forestal, localizada en el norte del municipio.
Cuenta con lugares destacables, como cuevas naturales excavadas en la roca kárstica y asentamientos con restos prehistóricos. Las principales actividades económicas son la agricultura y el turismo rural.

## Historia
La primera ocupación del territorio ocurrió durante el Calcolítico, no obstante el nombre de Torres de Albanchez actual proviene de época musulmana, siendo reconquistada el 1 de mayo de 1235, integrándose el lugar y su castillo a la encomienda de Segura con sede en Segura de la Sierra, perteneciente a la Orden de Santiago que potenció el lugar y su poblamiento en una zona menos abrupta que la que ocupaba anteriormente.
En 1243, el emir de la taifa de Murcia (Ibn Hud al-Dawla) firmó las capitulaciones de Alcaraz, con el rey Fernando III. El territorio de Segura de la Sierra se integra así a la Corona de Castilla dentro de Reino de Murcia hasta 1833, en que se crea la actual provincia de Jaén.

## Geografía humana

### Demografía
Cuenta con una población de 741 habitantes (INE 2024).
| Gráfica de evolución demográfica de Torres de Albanchez entre 1842 y 2021                                             |
| |
| Población de derecho según los censos de población del INE. Población de hecho según los censos de población del INE. |

### Núcleos de población
| Núcleos de población                   | Habitantes | Habitantes | Habitantes | Distancia (km) |
| Núcleos de población                   | 2003       | 2010       | 2021       | Distancia (km) |
| -------------------------------------- | ---------- | ---------- | ---------- | -------------- |
| Torres de Albanchez (Núcleo principal) | 931        | 951        | 740        | 0 km           |
| Fuente Carrasca                        | 19         | 19         | 10         | 7,2 km.        |
| Los Maridos                            | 6          | 7          | 8          | 5,5 km         |
| Moracho                                | 0          | 1          | 2          | 7 km           |
| Total                                  | 956        | 978        | 760        |                |

Fuentes: INE, Google Maps.

## Organización político-administrativa

### Elecciones municipales
| Elecciones municipales desde 1979                      |      |      |      |      |      |      |      |      |      |      |      |      |
|                                                        | 1979 | 1983 | 1987 | 1991 | 1995 | 1999 | 2003 | 2007 | 2011 | 2015 | 2019 | 2023 |
| AP/PP                                                  | -    | 4    | 0    | 4    | 6    | 5    | 4    | 4    | 4    | 4    | 4    | 4    |
| PSOE                                                   | 4    | 5    | 5    | 5    | 3    | 4    | 5    | 3    | 3    | 3    | 3    | 3    |
| CIT                                                    | -    | -    | 4    | -    | -    | -    | -    | -    | -    | -    | -    | -    |
| UCD                                                    | 5    | -    | -    | -    | -    | -    | -    | -    | -    | -    | -    | -    |
| En negrilla el partido más votado                      |      |      |      |      |      |      |      |      |      |      |      |      |
| Fuente: Datos de las elecciones municipales desde 1979 |      |      |      |      |      |      |      |      |      |      |      |      |

### Alcaldía
| Periodo   | Nombre                                                 | Partido                           |
| --------- | ------------------------------------------------------ | --------------------------------- |
| 1979-1983 | Tomás Herreros Herreros                                | Unión de Centro Democrático (UCD) |
| 1983-1987 | Juan José González Marín                               | Partido Socialista (PSOE)         |
| 1987-1991 | Juan José González Marín                               | Partido Socialista (PSOE]         |
| 1991-1995 | Juan José González Marín                               | Partido Socialista (PSOE)         |
| 1995-1999 | José Javier López Herreros 1998: Nicolás González Niño | Partido Popular (PP)              |
| 1999-2003 | Nicolás González Niño                                  | Partido Popular (PP)              |
| 2003-2007 | José Antonio Álvarez López                             | Partido Popular (PP)              |
| 2007-2011 | Nicolás Grimaldos García                               | Partido Popular (PP)              |
| 2011-2015 | Nicolás Grimaldos García                               | Partido Popular (PP)              |
| 2015-2019 | Nicolás Grimaldos García                               | Partido Popular (PP)              |
| 2019-2023 | Francisco Javier Niño García                           | Partido Popular (PP)              |
| 2023-act. | Francisco Javier Niño García                           | Partido Popular (PP)              |

### Transporte y comunicaciones

#### Distancias
| Núcleos             | Distancia (km) | Núcelos       | Distancia (km) | Núcleos  | Distancia (km) |
| ------------------- | -------------- | ------------- | -------------- | -------- | -------------- |
| Génave              | 9              | Villacarrillo | 62             | Albacete | 121            |
| Siles               | 13             | Úbeda         | 94             | Sevilla  | 370            |
| La Puerta de Segura | 14             | Jaén          | 148            | Madrid   | 282            |

#### Transporte por carretera
| Identificador | Denominación                      | Observaciones |
| ------------- | --------------------------------- | --- |
| N-322         | Córdoba-Requena                   | Principal vía de acceso a la comarca de la Sierra de Segura. Externa al término municipal de Torres de Albanchez |
| A-310         | Puente de Génave-Siles            | Eje viario que vertebra la comarca hacia el NE. Conecta la N-322 con el límite de Castilla-La Mancha (Albacete). |
| JA-9111       | Torres de Albanchez-Villarrodrigo | Conecta la localidad con los municipios vecinos de Génave y Villarrodrigo.                                       |
| JA-9112       | Acceso a Torres de Albanchez      | Conecta la A-310 con la localidad.                                                                               |
| JV-7056       | Torres de Albanchez-Onsares       | Conecta Torres de Albanchez con la aldea de Onsares (Villarrodrigo)                                              |

## Economía

### Evolución de la deuda viva municipal
El concepto de deuda viva contempla sólo las deudas con cajas y bancos relativas a créditos financieros, valores de renta fija y préstamos o créditos transferidos a terceros, excluyéndose, por tanto, la deuda comercial.
| Gráfica de evolución de la deuda viva del Ayuntamiento de Torres de Albanchez entre 2008 y 2024                |
| |
| Deuda viva del Ayuntamiento de Torres de Albanchez, en miles de euros, según datos del Ministerio de Hacienda. |

## Patrimonio
- Entre su patrimonio histórico cabe reseñar la Torre del Homenaje, del siglo XIV, declarada Bien de interés cultural (BIC), en 1985.
- La iglesia parroquial de Nuestra Señora de la Presentación. Se empezó a construir en el siglo XVI,se alza en la plaza pública del municipio. Su planta es rectangular con una sola nave dividida en cuatro tramos que cubren bóvedas de medio cañón con arcos pseudofajones. El coro está situado en alto, a los pies, protegido por una baranda de madera labrada. Un arco toral de medio punto indica el acceso a la sacristía, situada en el lado del Evangelio. La cabecera, de base cuadrada se le añadió en el siglo XVII.
- Casa del mayorazgo, con portada renacentista y herrajes característicos de la segunda mitad del siglo XVI. En su interior tenía una cueva con bóveda de cañón para refugio en momentos de peligro. La portada era adintelada, provista de zapatas con ménsulas roleadas en el intradós y tres espejos labrados con cueros apergaminados en el trasdós, uno de ellos con rostros barbados de perfil.
- Ermita, La tradición oral cuenta que la Virgen se apareció a un pastor del pueblo, al pie de una encina situada en el lugar. A esa Virgen la bautizarían como Virgen del Campo. En honor a esa aparición, erigieron la "ermita antigua", según consta en un documento fechado en la villa de Torres el día seis de diciembre de mil quinientos setenta y cinco. El actual templo, consagrado a la veneración de la Virgen del Campo, fue construido en 1.957, anexo a un manantial emblemático, uno de los que se nutre el pueblo, La Fuente de La Ermita, desde hace más de 400 años. En ella se realiza todos los años a finales de mayo, la romería del "Ocho de Torres", haciéndose la ascensión de la Virgen, que se queda en la ermita hasta el día ocho de septiembre.
- Torre del homenaje, Entre su patrimonio histórico cabe reseñar la Torre del Homenaje, del siglo XIV, declarada Bien de Interés Cultural en 1985. Según Don Valeriano Romero, en su obra Torres de Albanchez Miscelánea Histórica y Arqueológica, (ed. El Olivo, 2007), "se trata de una construcción de carácter militar, sólida y austera, incorporada y cimentada sobre una roca natural. Su estructura es de sección cuadrada, edificada con obra de mampostería y esquinas reforzadas con bloques de piedra de cantería careada. El interior se distribuye en tres plantas: el sótano, que alberga la sala del aljibe en donde se recogían las aguas pluviales para el servicio de la torre; el primer y segundo piso, con techos abovedados, están divididos por un muro central, [...] Para reforzar su seguridad, contaba con dos torreones o cubos tubulares ataludados en las esquinas, orientados al poniente y unidos entre sí por el característico corredor de ronda."
- Eras, Antiguamente eran utilizadas para trillar y aventar el grano de trigo. Están localizadas en lugares en los que se aprovechaba el viento, por ejemplo en El Ejido. Primero se barría la era y se preparaba para cuando se trajeran los haces. Después se "acarriaban" los haces con el carro y se traían desde las tierras hasta las eras. Luego se hacían las hacinas, que eran los montones donde se colocaban los haces y, por último, se trillaba.

Para trillar se empezaba por echar la parva, que consistía en desatar los haces y echarlos extendidos por toda la era. Luego se enganchaban las bestias al trillo y... ¡a trillar!. Y después se tornaba con la horca para dar la vuelta a la parva y que todo quedase bien trillado.

## Cultura

### Patrimonio inmaterial
- El ocho de Torres. Se celebra el ocho de mayo una fiesta en honor de la Virgen del Campo.
- La Virgen del Campo. El 8 de septiembre: Triduo y fiesta religiosa. Son tradicionales sus fiestas y festejos taurinos.
- La Candelaria. El 2 de febrero se conmemora la Purificación de María en el Templo de Jerusalén.
- San Marcos. El 25 de abril se pide al santo que bendiga los campos y "espante al diablo".
- Romería de la Virgen del Campo: se celebra el primer sábado del mes de junio. Durante este festejo, se asciende con la virgen hasta su ermita, para que pase allí el verano, luego al acabar el verano, la virgen ha de ser transportada de nuevo al pueblo con otra romería, la cual se celebra el último domingo de agosto, para que la virgen permanezca en su iglesia durante las fiestas celebradas en su honor, a principios de septiembre.
- El 23 de noviembre, es San Clemente, patrón, el cual se celebra el sábado más cercano.

### Gastronomía
- Gachamiga.
- Andrajos.
- Ajoatao.
- Gachas dulces con tostones.
- Caldereta pastora.
- Cordero en ajillo.
- Cordero en ajo cabañil.
- Flores con azúcar (o con miel).
- Panetes de Semana Santa.
- Arroz dulce de Semana Santa.